# Canifa pallipes
Canifa pallipes är en skalbaggsart som först beskrevs av Melsheimer 1846.  Canifa pallipes ingår i släktet Canifa och familjen ristbaggar. Inga underarter finns listade i Catalogue of Life.